# 鹿島市
鹿島市（かしまし）は、佐賀県の南部にある市。旧藤津郡。

## 地理

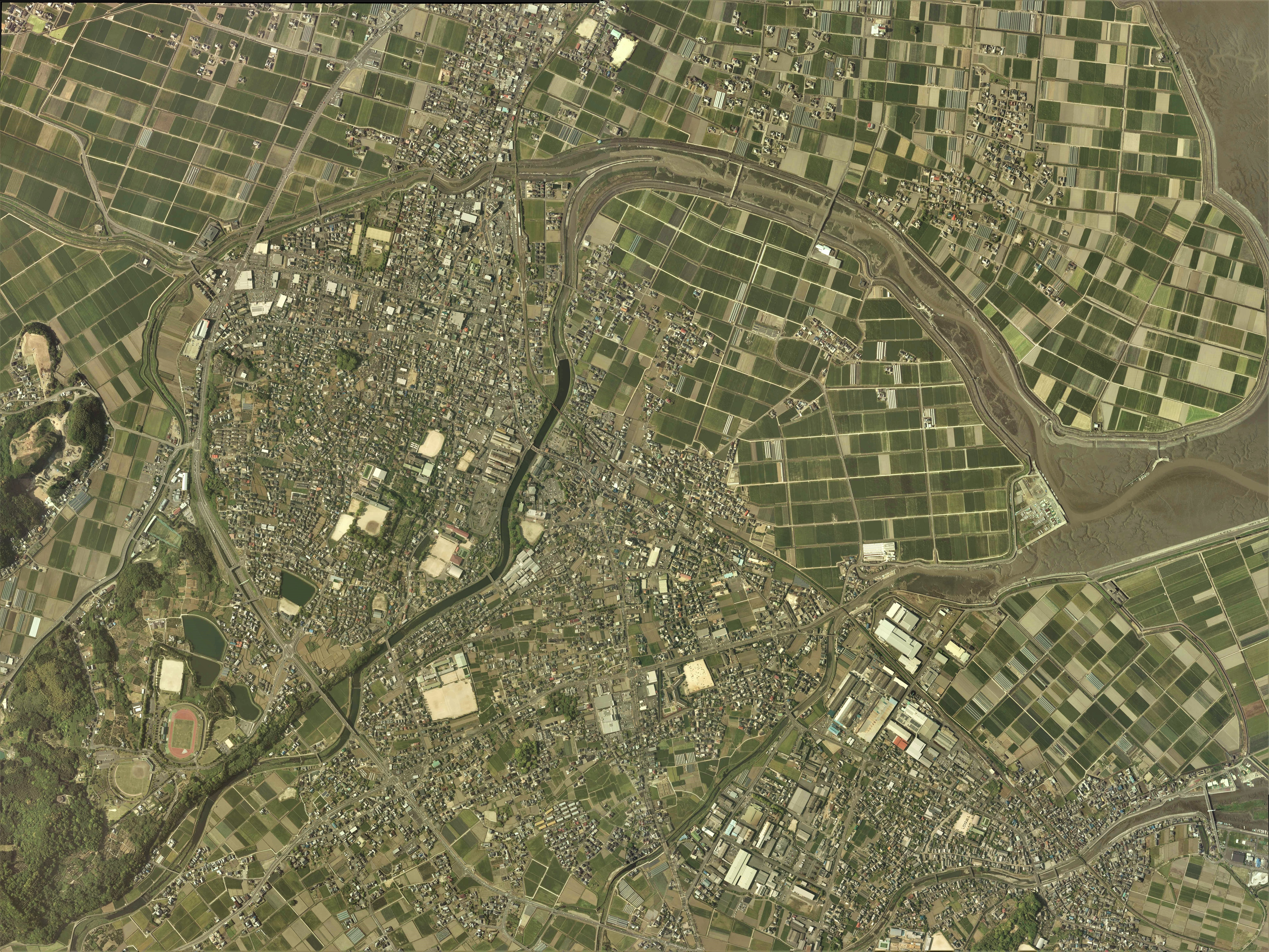
鹿島市中心部周辺の空中写真。
2014年5月2日撮影の6枚を合成作成。。

佐賀県の南部、佐賀市の南西約60kmの場所に位置する。
市域東部は有明海に面し、市域南西部は長崎県と県境を成している。南に多良山系があり、南部はその麓で、いくつかの川が谷を刻む。北部は海岸沿いの平野で、鹿島市街がある。
- 山岳：経ヶ岳(1075.7m) ・琴路岳(501.2m) ・浄土山(500.9m) ・篠岳(313.6m)・蟻尾山(192.0m)・湯ノ峰山(152.8m)
- 河川：塩田川・鹿島川・浜川・中川・早ノ瀬川・木庭川・石木津川・母ヶ浦川・音成川・黒木川・飯田川・金剛川
- 湖沼:中木庭ダム・観覧堤・西堤・濁堤・杉本堤・水無堤

## 隣接している市町村
- 佐賀県
  - 嬉野市
  - 杵島郡白石町
  - 藤津郡太良町
- 長崎県
  - 大村市

## 地域
鹿島市は佐賀県の他の市のように、旧町村名を町名として表示せず、旧町村から引き継いだ大字のみを「鹿島市大字○○」の形で表示している。
ただし、旧浜町・古枝村のみ大字が元来なかったため、嘉島氏に合併された時点で大字を新設している。ただしこれらに大字は表記されず、「鹿島市○○」となる。
| 地域(旧町村) | 面積/km2 | 世帯  | 人口  | 位置         | 大字(行政区) |
| ------------ | -------- | ----- | ----- | ------------ | --- |
| 鹿島         | 007.39   | 5047  | 14016 | 北西         | 重ノ木(小舟津・犬王袋・世間・重ノ木) 高津原(城内・高津原・大手・東町・西牟田・新町・中牟田・横田) 納富分(若殿分・納富分・行成・執行分・井手分・末光・馬渡)                              |
| 能古見       | 056.71   | 1068  | 03718 | 中西から南   | 三河内(伏原・下浅浦・中浅浦・上浅浦・大木庭・東三河内・西三河内・中川内・早ノ瀬・大野・広平) 山浦(南川・筒口・大殿分・川内・山浦・白鳥尾・貝瀬・土穴・本城・中木庭・山浦開拓・番在開拓) |
| 古枝         | 014.30   | 0830  | 03031 | 中東から南東 | 古枝(大村方・鮒越・中尾・上古枝・下古枝・久保山・奥山・竹ノ木庭・平仁田開拓) |
| 浜           | 004.66   | 0996  | 03089 | 北東         | 浜町(新方・湯ノ峰・庄金・南舟津・野畠・北舟津・中町・八宿・新町) |
| 北鹿島       | 008.14   | 1180  | 03694 | 北           | 井手(井手・三部) 常広(新篭・常広・古城) 中村(本町・乙丸・中村・組方) 森(森・土井丸) |
| 七浦         | 008.14   | 0894  | 03172 | 東           | 飯田(江福・飯田・龍宿浦・矢答・嘉瀬浦) 音成(音成・大宮田尾・小宮道・東塩屋・西塩屋・母ヶ浦・西葉・七開)                                                                                 |
| 計           | 112.10   | 10055 | 30720 |              | |

1. 1 2  2010年10月1日
2. ↑  旧鹿島町
3. ↑  古枝村時代は大字なし
4. ↑  浜町（鹿島市合併前）時代は大字なし
5. ↑  旧鹿島村

## 人口
| |                                        |  |
| 鹿島市と全国の年齢別人口分布（2005年） | 鹿島市の年齢・男女別人口分布（2005年） |  |
| ■紫色 ― 鹿島市 ■緑色 ― 日本全国 | ■青色 ― 男性 ■赤色 ― 女性              |  |
| 鹿島市（に相当する地域）の人口の推移 \| 1970年（昭和45年） \| 35,475人 \| \| \| 1975年（昭和50年） \| 34,557人 \| \| \| 1980年（昭和55年） \| 35,006人 \| \| \| 1985年（昭和60年） \| 34,714人 \| \| \| 1990年（平成2年） \| 34,336人 \| \| \| 1995年（平成7年） \| 34,083人 \| \| \| 2000年（平成12年） \| 33,215人 \| \| \| 2005年（平成17年） \| 32,117人 \| \| \| 2010年（平成22年） \| 30,720人 \| \| \| 2015年（平成27年） \| 29,684人 \| \| \| 2020年（令和2年） \| 27,892人 \| \| |                                        |  |
| 総務省統計局 国勢調査より |                                        |  |
| 1970年（昭和45年） | 35,475人                               |  |
| 1975年（昭和50年） | 34,557人                               |  |
| 1980年（昭和55年） | 35,006人                               |  |
| 1985年（昭和60年） | 34,714人                               |  |
| 1990年（平成2年） | 34,336人                               |  |
| 1995年（平成7年） | 34,083人                               |  |
| 2000年（平成12年） | 33,215人                               |  |
| 2005年（平成17年） | 32,117人                               |  |
| 2010年（平成22年） | 30,720人                               |  |
| 2015年（平成27年） | 29,684人                               |  |
| 2020年（令和2年） | 27,892人                               |  |

## 歴史

### 近現代
- 1889年（明治22年）4月1日 - 町村制施行により、 藤津郡南鹿島村・北鹿島村・八本木村・古枝村・能古見村・七浦村が発足する。
- 1912年（大正元年）12月1日 - 南鹿島村が改称、同時に町制を施行し、鹿島町となる。同日、北鹿島村が村名を改称し、鹿島村となる。
- 1918年（大正7年）8月3日 - 八本木村が改称、町制を施行し、浜町となる。
- 1954年（昭和29年）4月1日 - 鹿島町・能古見村・古枝村・浜町・鹿島村が合併、同時に市制を施行し、鹿島市となる。
- 1955年（昭和30年）3月1日 - 七浦村の一部を編入する。（同村の残りの地域は太良町に編入される）
- 1985年（昭和60年）4月6日 - 市制30周年を記念し「鹿島市民の歌」を制定。

## 行政

### 歴代市長
鹿島市（1954年-）歴代市長
| 代    | 氏名     | 就任年月      | 退任年月      |
| ----- | -------- | ------------- | ------------- |
| 初-3  | 松浦茂   | 1954年5月12日 | 1966年5月11日 |
| 4-7   | 矢野正治 | 1966年5月12日 | 1982年5月11日 |
| 8-9   | 馬場勝   | 1982年5月12日 | 1990年5月11日 |
| 10-14 | 桑原允彦 | 1990年5月12日 | 2010年5月11日 |
| 15-17 | 樋口久俊 | 2010年5月12日 | 2022年5月11日 |
| 18    | 松尾勝利 | 2022年5月12日 | 現職          |

### 議会
- 議会：定数16名[1]（任期：2019年4月30日 - 2023年4月29日）

### マスコットキャラクター
かし丸
2013年（平成25年）3月30日から鹿島市のマスコットキャラクター。

### 姉妹友好都市・提携都市
- 高興郡（大韓民国全羅南道）- 1997年1月22日友好都市提携

### 国政・国の出先機関
- 衆議院 - 鹿島市は、佐賀県第2区に含まれる。比例区では九州ブロックに属する。

- 参議院 - 鹿島市は、佐賀県選挙区（全県区、定数2議席）に属する。

出先機関
- ハローワーク鹿島
- 鹿島簡易裁判所
- 佐賀家庭裁判所 鹿島出張所
- 鹿島区検察庁

### 県政・県の出先機関
鹿島市・藤津郡から選出される佐賀県議会議員の定数は2議席である。
出先機関
- 鹿島総合庁舎
  - 鹿島農林事務所
  - 鹿島土木事務所
  - 藤津教育事務所
  - 藤津農業改良普及センター

### 警察
- 鹿島警察署
  - 交番
    - 鹿島中央交番

  - 駐在所
    - 古枝警察官駐在所
    - 浜警察官駐在所
    - 辻警察官駐在所

### 消防
- 杵藤地区広域市町村圏組合消防本部
  - 鹿島消防署

## 産業
- 産業人口（就業者比率）
  - 第一次産業：17.7%
  - 第二次産業：26.1%
  - 第三次産業：56.6%

※平成17年国勢調査による数値。
- 主要生産品：海苔・温州みかん

### 鹿島市に本社を置く企業
- 祐徳薬品工業
- 東亜工機
- 祐徳自動車
- 森鉄工
- JAビバレッジ佐賀
- 鹿島印刷
- 鹿島機械工業
- 藤津碍子
- 藤津製氷

### 鹿島市に工場・事業所を置く企業
- 佐賀LIXIL鹿島工場
- サンデリカ佐賀事業所
- マキノ九州工場
- 片山産業鹿島営業所
- ヒノモトアブレーシブ鹿島工場 - 日の本研磨材関連会社
- 日研カシマ - 日研関連会社
- 佐賀金属鹿島営業所
- 旭九州 - 旭工業子会社

## 市外局番
- 0954（鹿島MA62-69）

## 郵便局
- 郵便局（ゆうちょ銀行）（8局）
  - 集配局 - 窓口業務に加え、集配業務を行う郵便局（1局）
    - 鹿島郵便局

  - 無集配局（6局）
    - 鹿島泉通郵便局、能古見郵便局、祐徳神社前郵便局、浜郵便局、鹿島乙丸郵便局、七浦郵便局

  - 簡易郵便局（1局）
    - 鹿島西牟田簡易郵便局

- 郵便番号
  - 〒849-13xx

## 金融機関
- 佐賀銀行（2支店）鹿島支店、浜出張所
- 佐賀共栄銀行鹿島支店
- 十八親和銀行鹿島支店
- 九州ひぜん信用金庫鹿島支店
- 佐賀西信用組合本店営業部
- 九州労働金庫鹿島支店
- JAさが（JAバンク）3支所 -鹿島支所、能古見支所、七浦支所

## テレビ
ケーブルテレビ
- ネット鹿島

## 健康・福祉
統計はすべて2010年10月1日の国勢調査のもの。
- 平均年齢 ： 46.18歳
  - 年少人口(0 - 14)割合：14.6%
  - 生産年齢人口(15 - 64)割合：60.8%
  - 老年人口(65 - )割合：24.6%

### 病院
- 特定医療法人祐愛会織田病院
- 医療法人天心堂志田病院
- 医療法人誠晴會ふきあげ納富病院

## 教育

### 高等学校
- 佐賀県立鹿島高等学校（2018年（平成30年）4月に佐賀県立鹿島実業高等学校と統合）

### 中学校
- 市立
  - 西部中学校
  - 東部中学校

### 小学校
- 市立
  - 鹿島小学校
  - 能古見小学校
  - 古枝小学校
  - 明倫小学校
  - 浜小学校
  - 北鹿島小学校
  - 七浦小学校

### 幼稚園
- 私立
  - 鹿島カトリック幼稚園
  - 明朗幼稚園

### 学校教育以外の施設
自動車教習所
- 鹿島自動車学校

## 保育所
- 市立
  - みどり園
- 私立
  - 誕生院保育園
  - ことじ保育園
  - アソカ保育園
  - 旭ヶ岡保育園
  - 鹿島保育園
  - 能古見保育園
  - 若草保育園
  - 共生保育園
  - 海童保育園
  - めぐみ園
  - 飯田保育園
  - おとなり保育園
  - 七浦保育園

## 交通
- 最寄り空港は佐賀空港。

### 鉄道
西九州新幹線（九州新幹線西九州ルート）の建設計画に伴い並行在来線問題に関して、市内を通過する長崎本線の将来の運行形態を巡って、県・JRと市との間に様々な曲折が見られる。
- 九州旅客鉄道（JR九州）
  - 長崎本線
    - 肥前鹿島駅 - 肥前浜駅 - 肥前七浦駅 - 肥前飯田駅
      - 中心駅は肥前鹿島駅。2022年の新幹線開業時より、同駅を発着駅のひとつとする特急かささぎが運行されている。

### バス路線

#### バス
- 祐徳バス - 市内一般路線バス全路線（乗合タクシーを除く）を運行。鹿島バスセンターを運行拠点とする。かつては鹿島市内発着の高速バスもあったが、現在はすべて廃止された。
  - 鹿島市内
  - 鹿島市 - 白石町 - 江北町 - 小城市 - 佐賀市
  - 鹿島市 - 太良町
  - 鹿島市 - 嬉野市（塩田・嬉野温泉）
  - 鹿島市 - 嬉野市（塩田） - 武雄市
  - 鹿島市内循環バス

### 乗合タクシー路線
- 高津原のりあいタクシー（再耕庵タクシーが運行）

### 道路
福岡県大牟田市と佐賀県鹿島市の間を結ぶ約55キロの地域高規格道路（自動車専用道路）である有明海沿岸道路の建設が進められている。
一般国道
- 国道207号
  - 中村バイパス、鹿島バイパス
- 国道444号
- 国道498号

道の駅
- 鹿島

県道
- 佐賀県道41号鹿島嬉野線

その他
- 多良岳広域農道（多良岳オレンジ海道）

## スポーツ

### 社会人スポーツチーム
- 佐賀LIXIL FC（九州サッカーリーグ）

## 文化施設

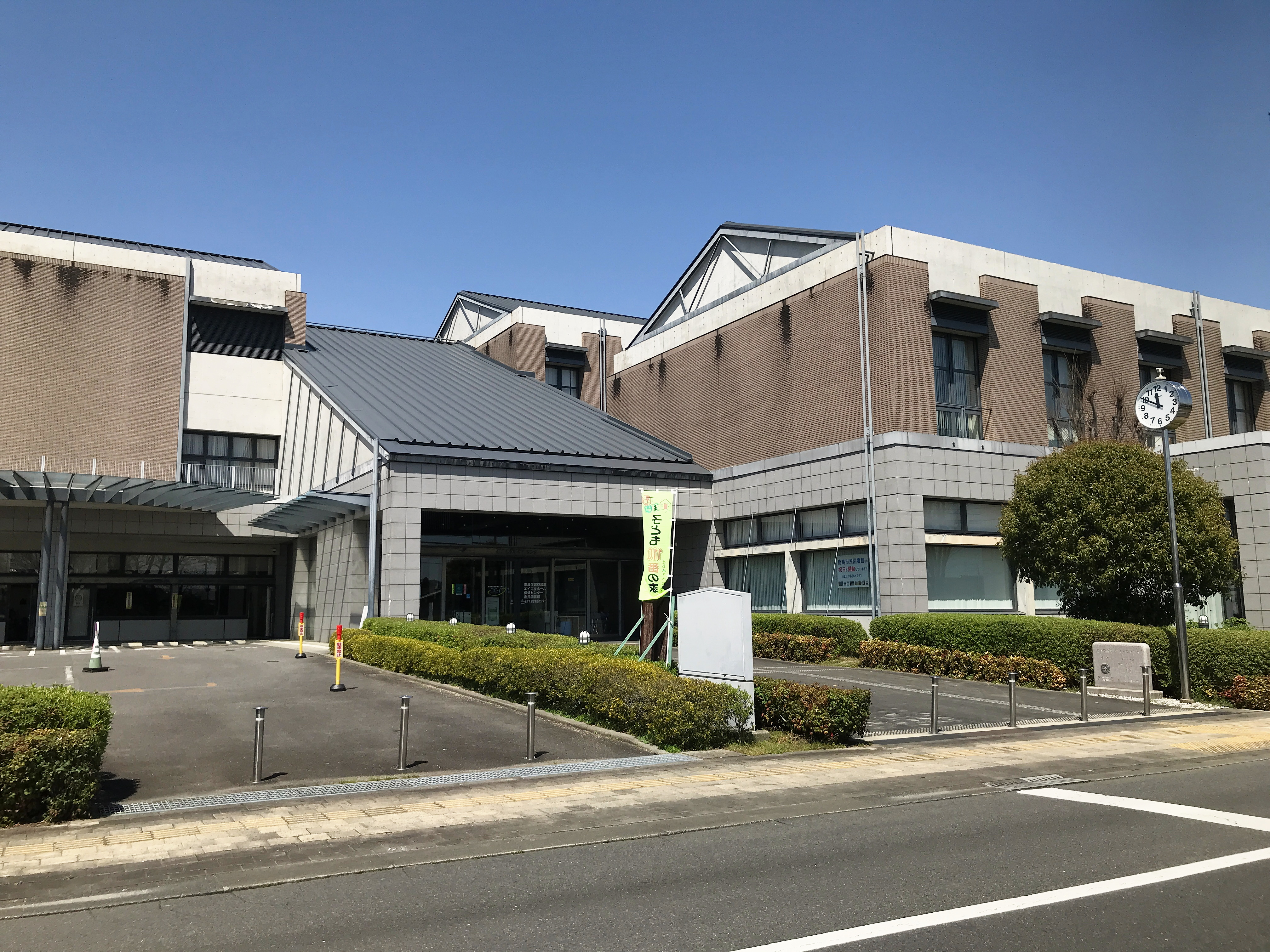
エイブル

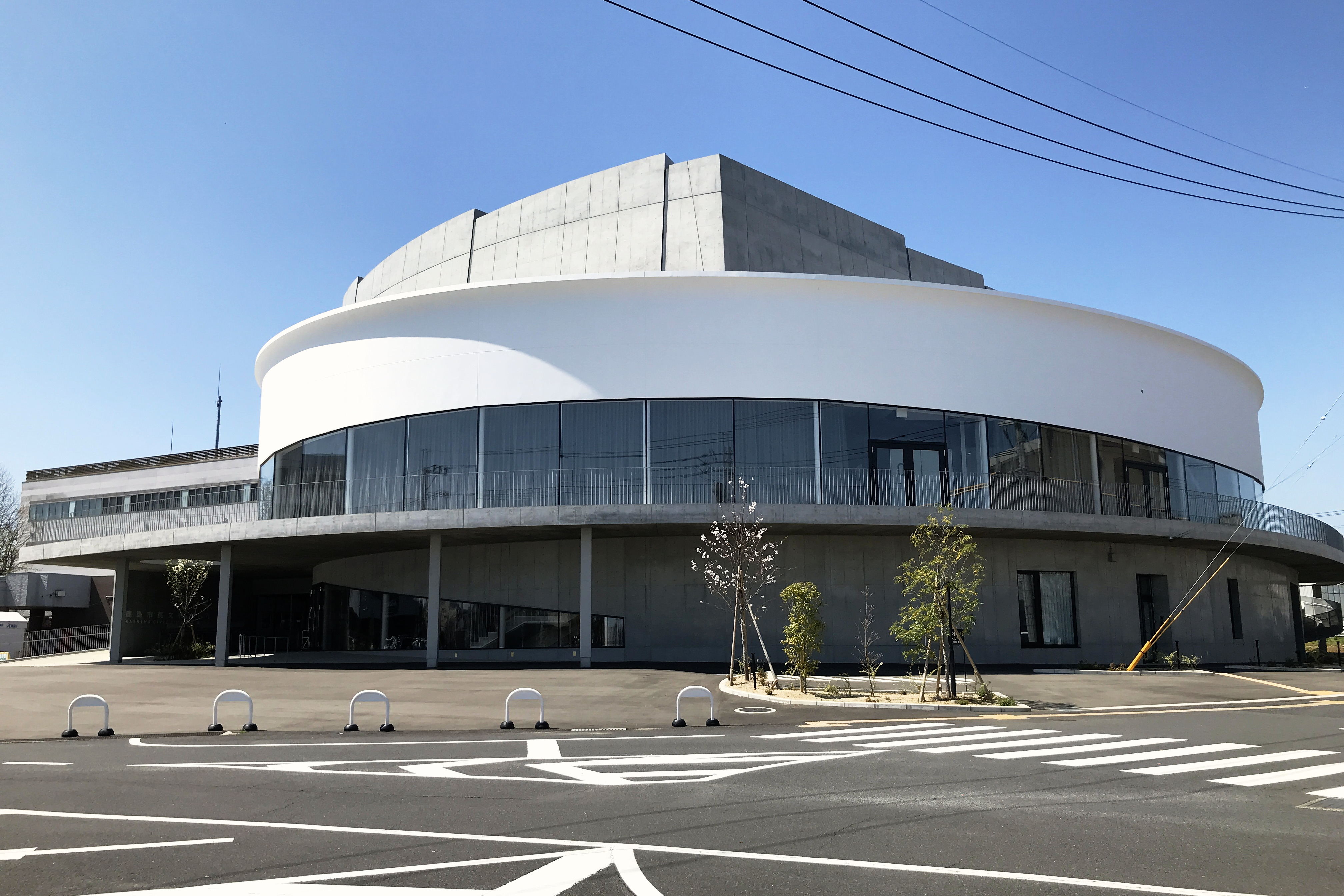
鹿島市民文化ホール

- エイブル（鹿島市生涯学習センター）
  - 鹿島市民図書館
  - 鹿島市民会館
- 鹿島市民文化ホール（SAKURAS）

## スポーツ施設

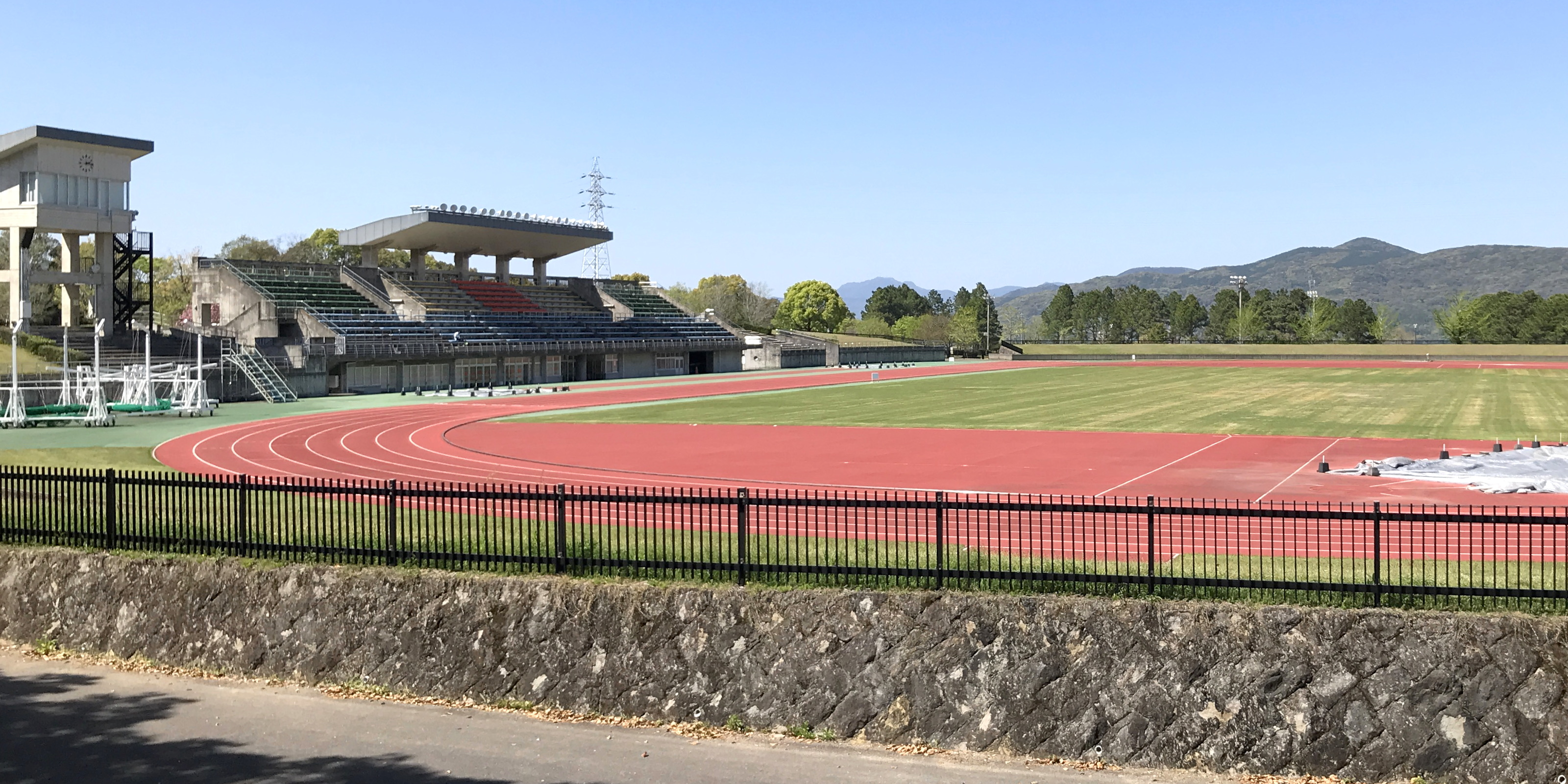
鹿島市陸上競技場

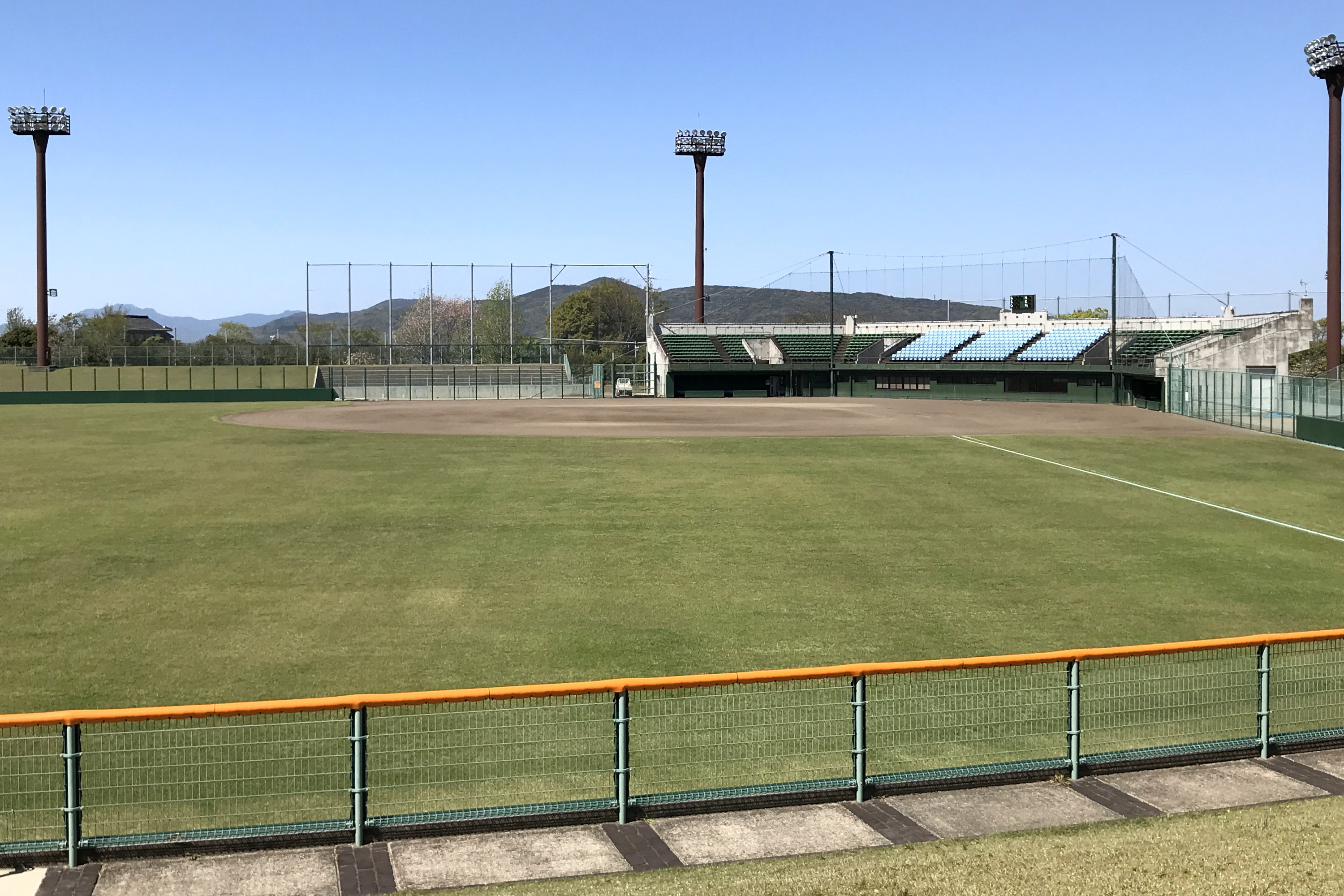
鹿島市民球場

- 干潟公園（七浦海浜スポーツ公園）
- 北公園
  - テニスコート
- 鹿島市民体育館
- 鹿島市民武道館
- 中川公園運動広場
- 横田運動広場
- 祐徳運動広場
- 鹿島市陸上競技場
  - サブグラウンド
  - グラウンドゴルフ場
- 鹿島市民球場
- 鹿島市のごみふれあい楽習館体育館
- 鹿島市林業体育館
- 鹿島市臥竜ヶ岡体育館
- 鹿島市北鹿島体育館
- 鹿島市七浦海浜スポーツ公園体育館
- 西三河内運動広場
- 母ヶ浦運動広場
- 龍宿浦運動広場
- 飯田運動広場

## 特産品

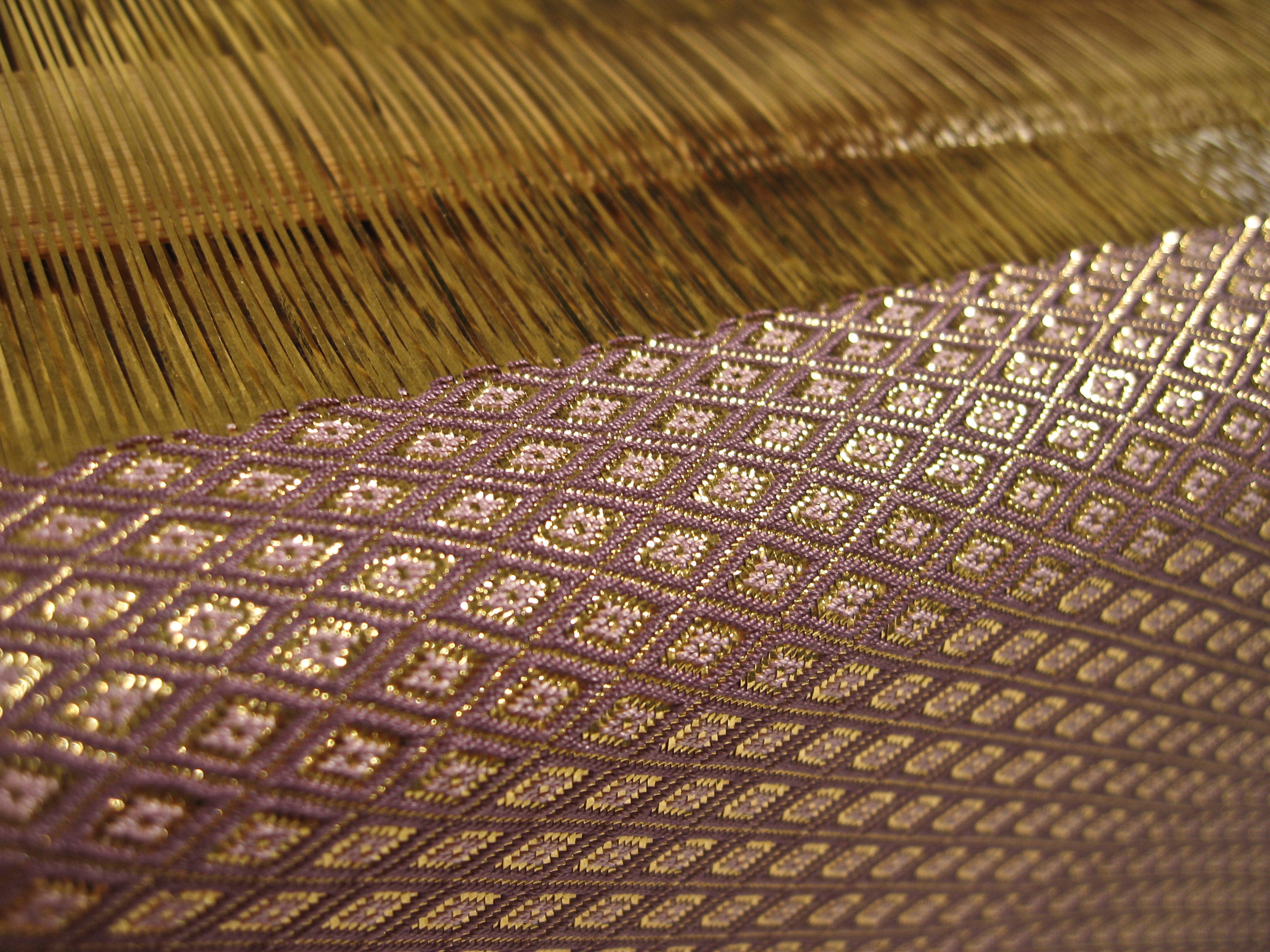
佐賀錦

- 佐賀錦：もともとは江戸時代に肥前鹿島藩で創始されたもので「鹿島錦」と呼ばれていたが、佐賀本藩が1867年のパリ万博に出品する際に知名度等の問題から「佐賀錦」として出品したことでこの呼称が定着した。国内・国際的によく知られている佐賀錦は花鳥風月の豪華絢爛な織物とされているが、古来の佐賀錦はやや質素ながら高級感のあるもので一線を画している。明治以降衰退し存続の危機に立ったが、大隈重信らの助力により再興され、伝統産業として存続している。
- 海苔
- みかん
- 稲荷ようかん
- のごみ人形
- 浅浦甚八笠
- 浮立面

## 名所・旧跡・観光スポット・祭事・催事

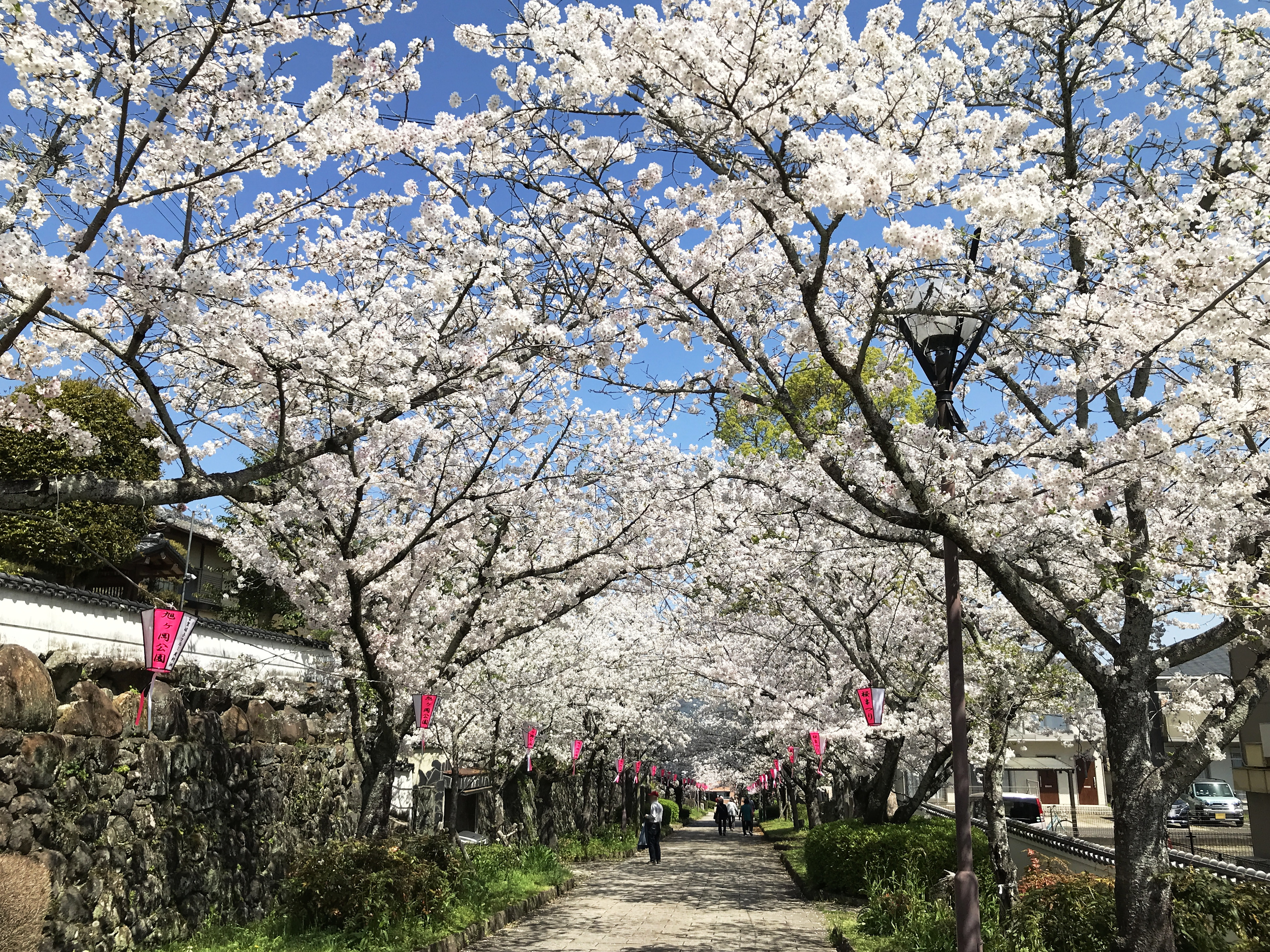
旭ヶ岡公園北側・鹿島城旧登城路（赤門・大手門間）の桜並木

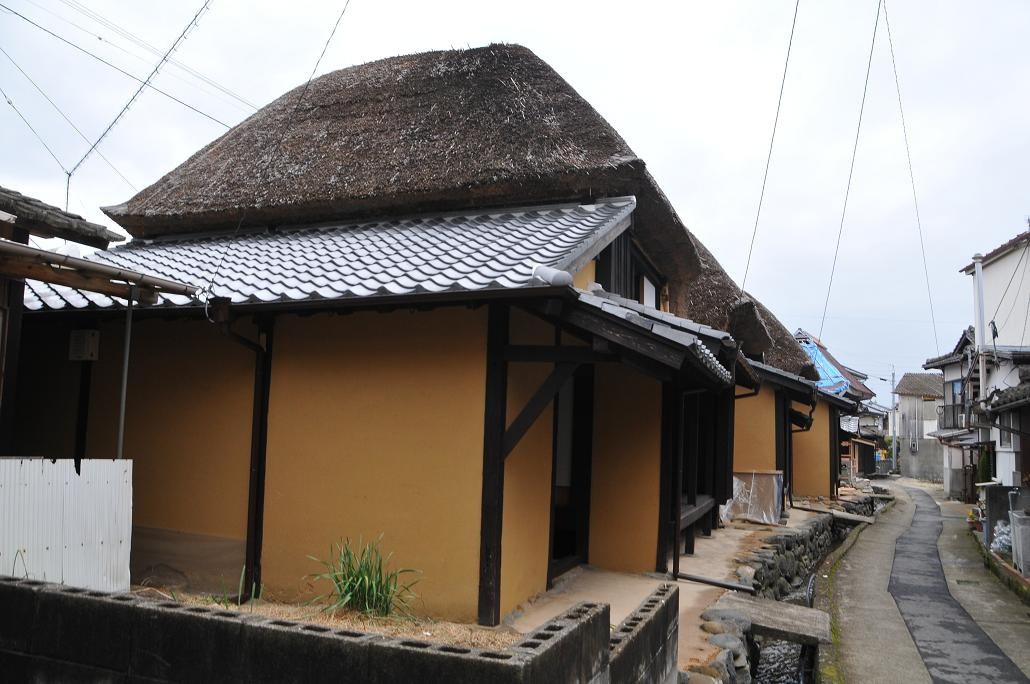
浜庄津町浜金屋町

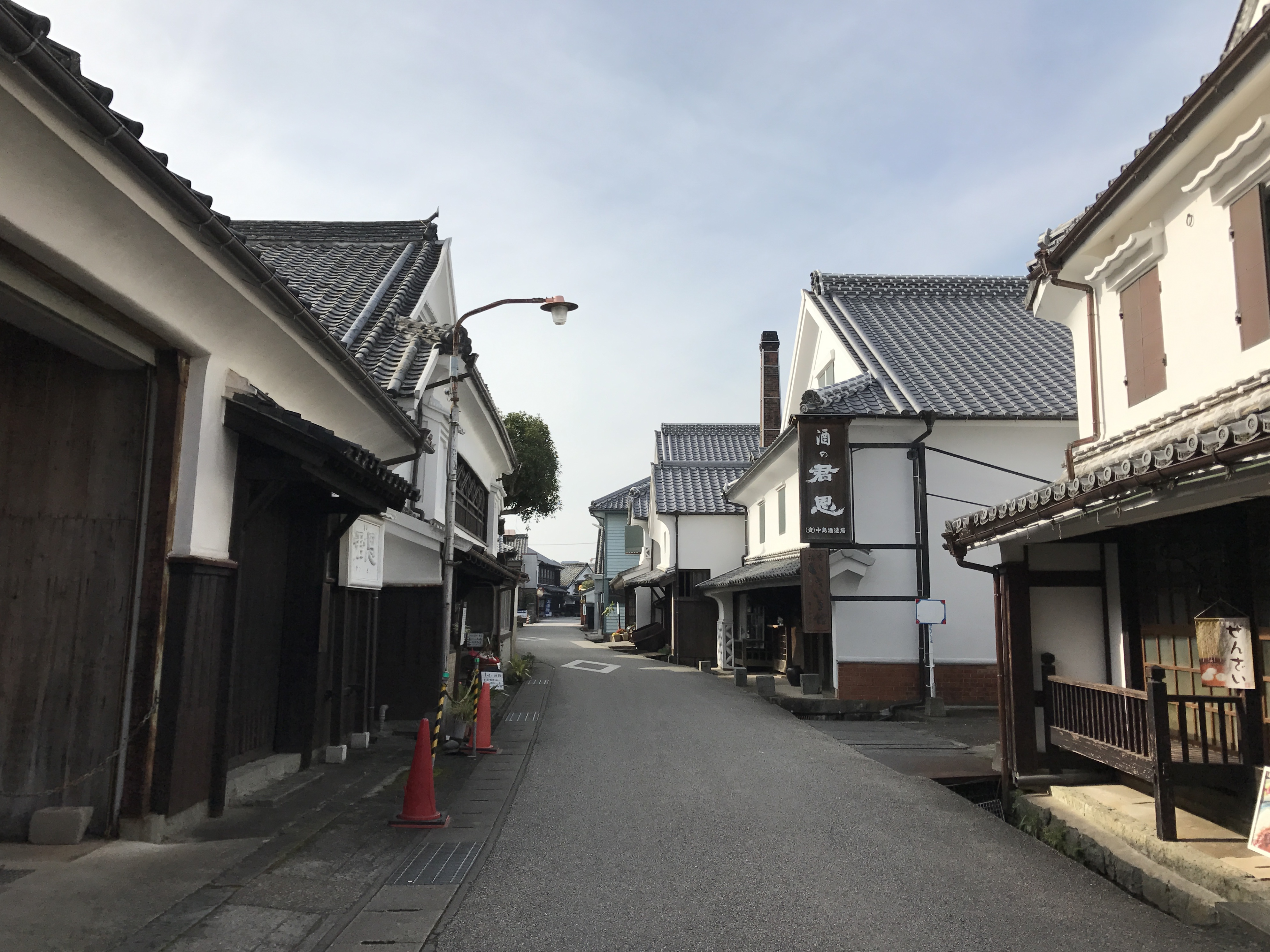
浜中町八本木宿

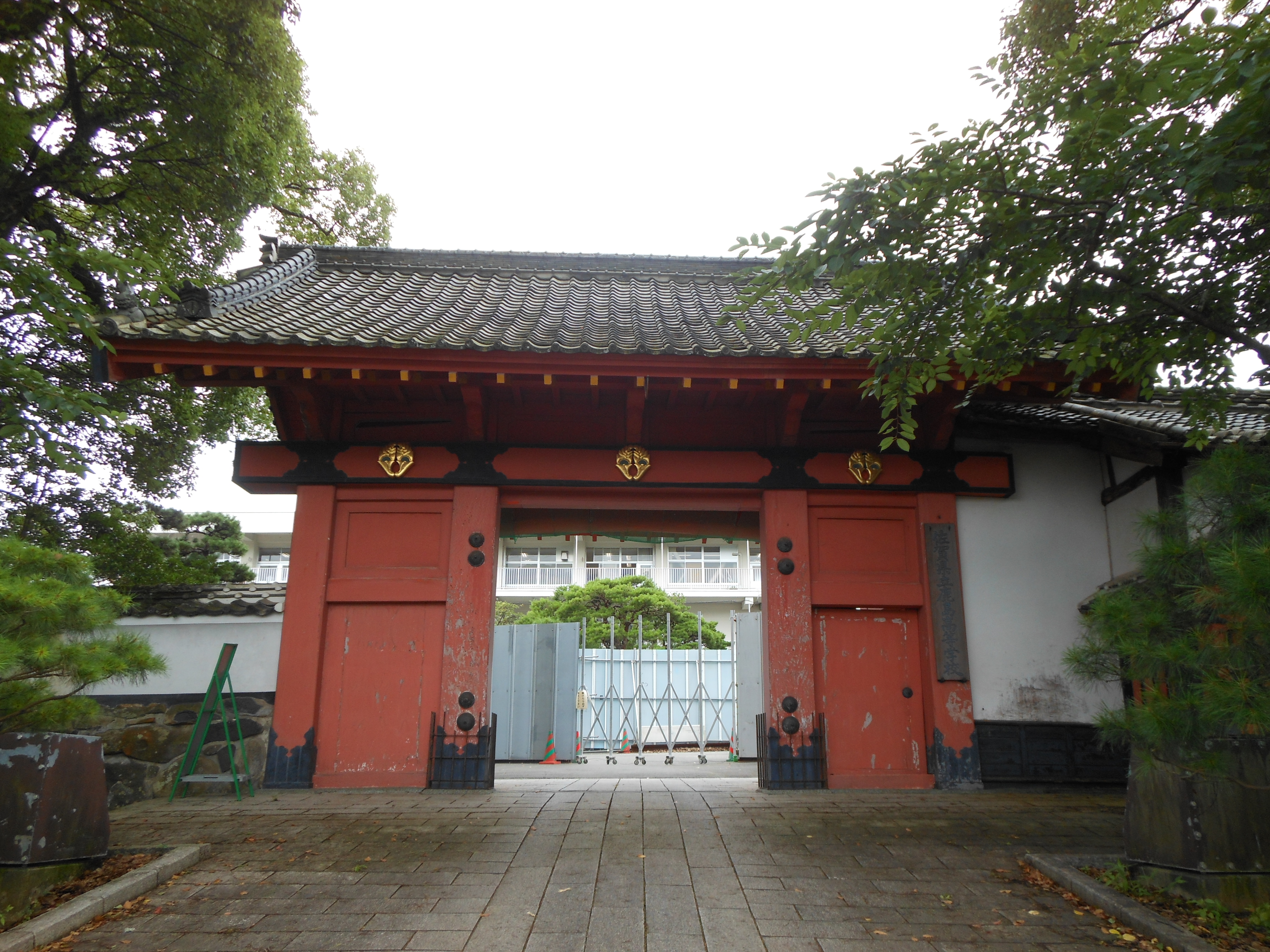
鹿島城赤門

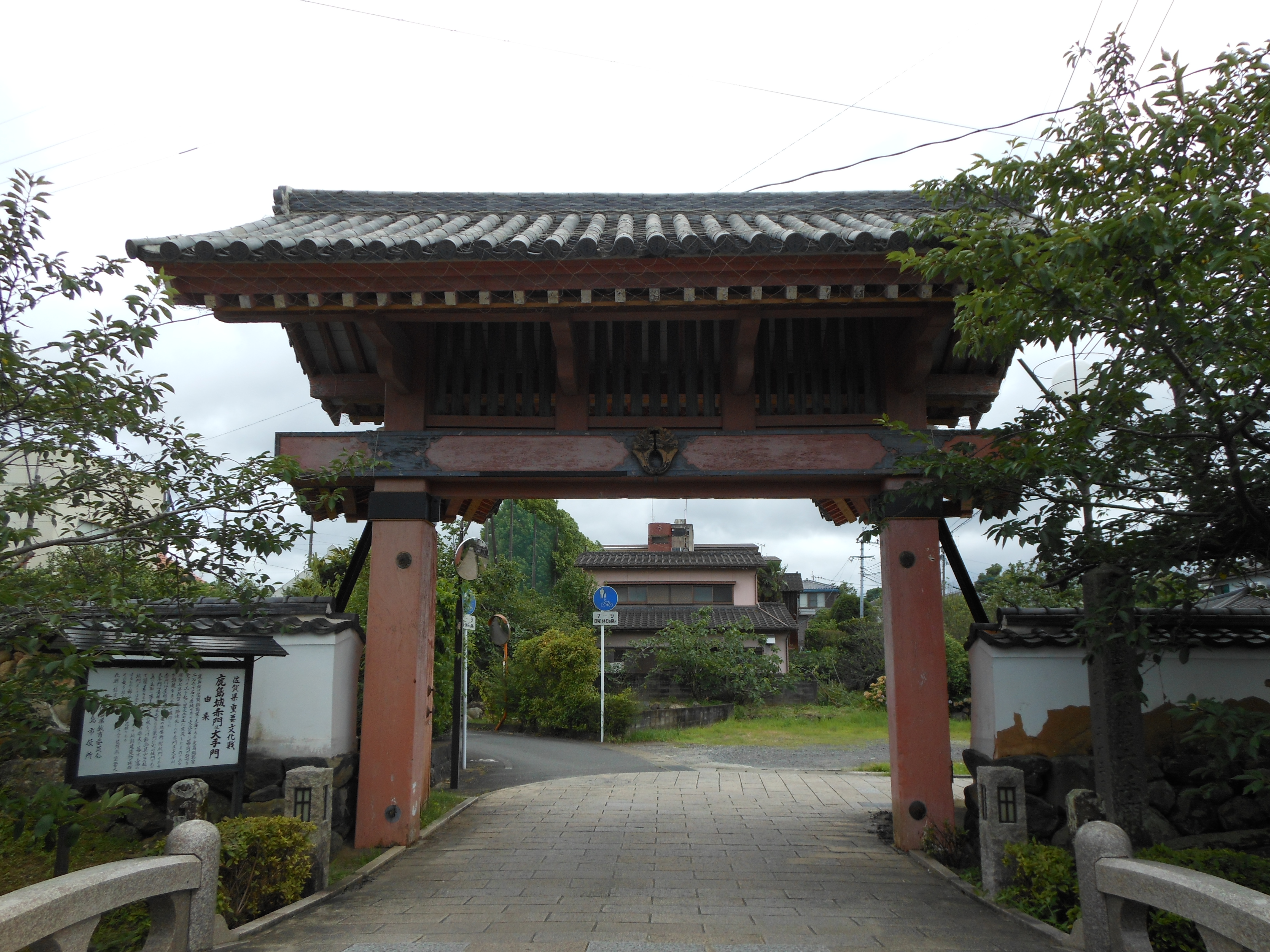
鹿島城大手門

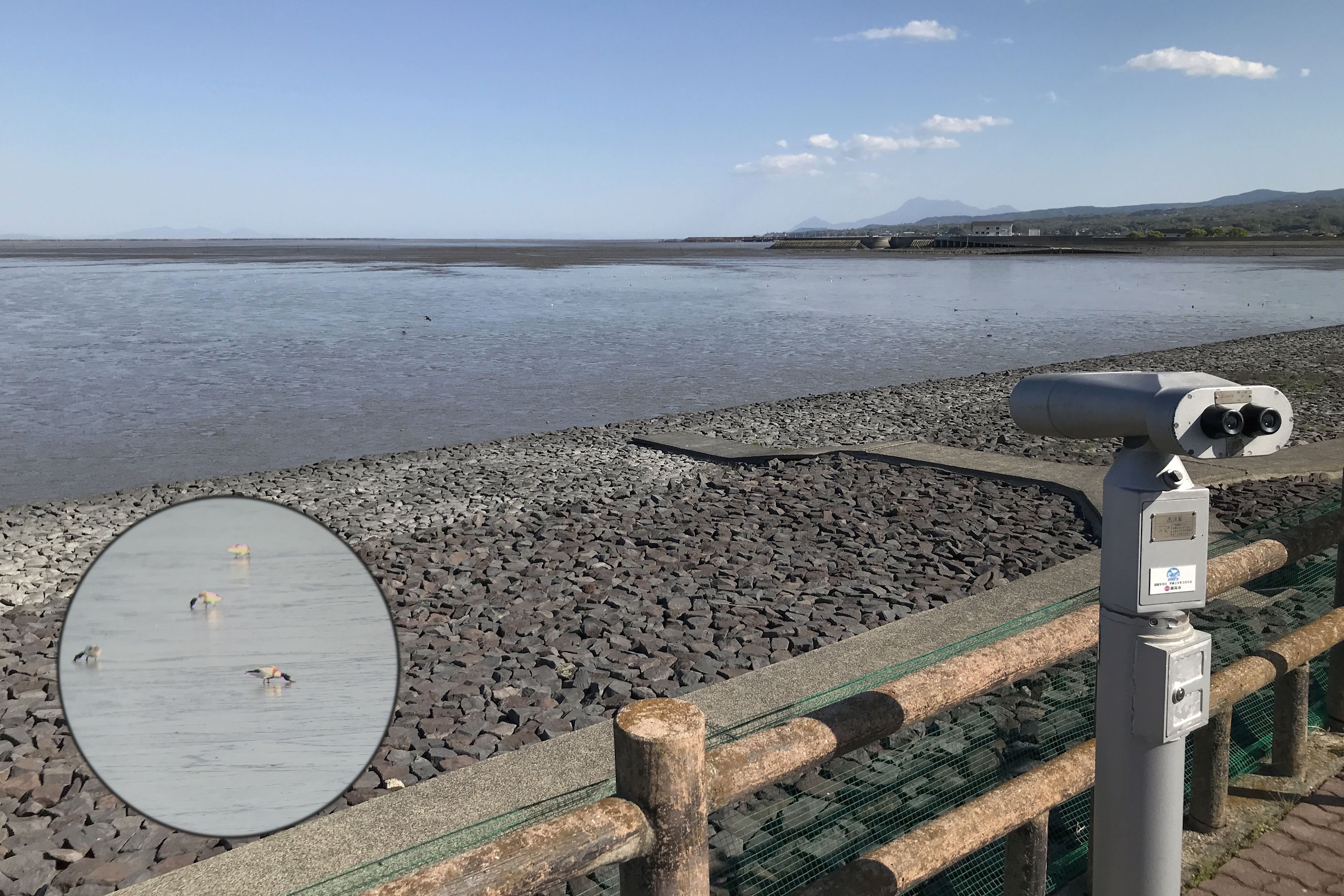
肥前鹿島干潟

### 名所・旧跡・観光スポット
- 祐徳稲荷神社 - 三大稲荷も参照）
  - 門前商店街
- 旭ヶ岡公園 - 鹿島城跡、日本の歴史公園100選
- 旧乗田家住宅 - くど造り武家屋敷の遺構
- 武家屋敷通り
- 蓮厳院 - 木造阿弥陀如来坐像（2躯）・木造薬師如来坐像は国の重要文化財
- 泰智寺 - 木造頂相像・木造羅漢像（16躯）は市指定重要文化財
- 新義真言宗大本山誕生院
- 松岡神社
- 普明寺 - 鹿島藩鍋島家の菩提寺
- 染織資料館
- 臥竜ヶ岡公園
- 観光物産センター - 鹿島の物産・特産品を展示、販売
- 肥前浜宿
  - 浜庄津町浜金屋町 - 重要伝統的建造物群保存地区
  - 浜中町八本木宿 - 重要伝統的建造物群保存地区
- 継場 - 肥前浜宿の案内所
- 肥前浜宿酒蔵通り
- いきいき館 - 直売所
- 新籠海岸 - 有明海干潟の海岸。肥前鹿島干潟（ラムサール条約湿地、2015年5月29日登録）
- 道の駅鹿島
- 平谷渓谷
- 中木庭ダム

### 祭事・催事
- 旭ヶ岡公園・桜まつり(3月下旬～4月上旬)
- 祐徳稲荷神社外苑（東山公園）・つつじまつり(4月下旬～5月上旬)
- 鹿島ガタリンピック(5月下旬～6月上旬)
- 鹿島納涼花火大会(毎年7月14日)
- 沖ノ島まいり(旧暦6月19日/7月)
- 鹿島おどり(8月)
- かしま鍋島竹あかり(10月～11月のうち日曜の1日間)
- 秋祭り 伝承芸能
  - 面浮立 母ヶ浦・音成・飯田(9月第2日曜)
  - 救世神社秋祭り(9月23日)
  - 五の宮神社秋祭り(10月第3金曜日～日曜日)
    - 北鹿島ふるさとまつり

  - 三嶽（みたけ）神社秋祭り(11月1日～2日)
  - 琴路（きんろ）神社秋祭り(11月2日～3日)
- 祐徳稲荷神社・お火たき毎年(12月8日)
- ふな市(毎年1月19日)
- 祐徳稲荷神社・初午まつり(2月上旬)
- 酒蔵ツーリズム(2日で3万人から5万人の集客がある。)

## 鹿島市出身または関係の深い著名人
★は故人
- 覚鑁（真言宗中興の祖、興教大師）★
- 鍋島直彬（初代沖縄県令、貴族院議員、鹿島藩藩主）★
- 田澤義鋪（青年団の父、下村湖人『この人を見よ』・『次郎物語』のモデル）★
- 小野十生（剣道家）★
- 田中鐵三郎（国際金融の父、元日本外交協会会長、元満州中央銀行総裁、元朝鮮銀行総裁）★
- 鍋島直紹（元科学技術庁長官、佐賀県出身で初の佐賀県知事、鹿島藩藩主）★
- 山口喜久一郎（元衆議院議長）★
- 小川弘貫（駒沢女子短期大学初代学長）★
- 大塚清次郎（自由民主党参議院副幹事長）★
- 愛野興一郎（元経済企画庁長官）★
- 北園忠治（バナナの叩き売りの大御所）
- 宮崎昭二（元プロ野球選手）
- 高田渡（歌手、フォークの巨匠）★ 、鹿島実業高校中退
- 喜多秀喜（東京国際マラソン第一回優勝ランナー）鹿島実業高校卒業、嬉野市塩田町五町田出身
- 鈴田滋人（染織作家・人間国宝）
- 有森也実（女優）
- 平石直之（テレビ朝日アナウンサー）
- 原田武男（元サッカー選手・現V・ファーレン長崎コーチ）
- 平河悠（サッカー選手）
- 木原友香（フリーアナウンサー）
- 三原廣樹（元サッカー選手）
- 井手洋子（映画監督）
- 白濱孝次（俳優）
- 川内将嗣（ボクシング選手）
- 野口彩佳（女子バレーボール選手）
- 宮園雅敬（年金積立金管理運用独立行政法人理事長、元企業年金連合会理事長、元農林中央金庫代表理事副理事⻑兼経営管理委員）
- ウラケン・ボルボックス（イラストレーター、漫画家）
- 山田全自動（イラストレーター）

## 鹿島市が登場する作品
- 新日本紀行「干潟の海〜有明海〜」（1972年6月26日、NHK）[2]
- ゾンビランドサガ